# Nazar (Navarra)
Nazar és un municipi de Navarra, a la comarca d'Estella Oriental, dins la merindad d'Estella. Limita al nord i oest amb Mendaza, al sud amb Mirafuentes i Torralba del Río i a l'oest amb Harana (Àlaba).

## Demografia
| Evolució demogràfica                             | Evolució demogràfica | Evolució demogràfica | Evolució demogràfica | Evolució demogràfica | Evolució demogràfica | Evolució demogràfica | Evolució demogràfica | Evolució demogràfica | Evolució demogràfica | Evolució demogràfica |
| 1996                                             | 1998                 | 1999                 | 2000                 | 2001                 | 2002                 | 2003                 | 2004                 | 2005                 | 2006                 | 2007                 |
| ------------------------------------------------ | -------------------- | -------------------- | -------------------- | -------------------- | -------------------- | -------------------- | -------------------- | -------------------- | -------------------- | -------------------- |
| 59                                               | 57                   | 58                   | 56                   | 55                   | 61                   | 55                   | 56                   | 56                   | 55                   | 52                   |
| Fonts: Nazar i Institut d'Estadística de Navarra |                      |                      |                      |                      |                      |                      |                      |                      |                      |                      |